# خط بی‌ام‌تی وست اند
خط بی‌ام‌تی وست اند (انگلیسی: BMT West End Line) یکی از خط‌های متروی نیویورک سیتی در بخش بروکلین است.
این خط که در سال ۱۹۱۶ تأسیس شده دارای ۱۳ ایستگاه است. 

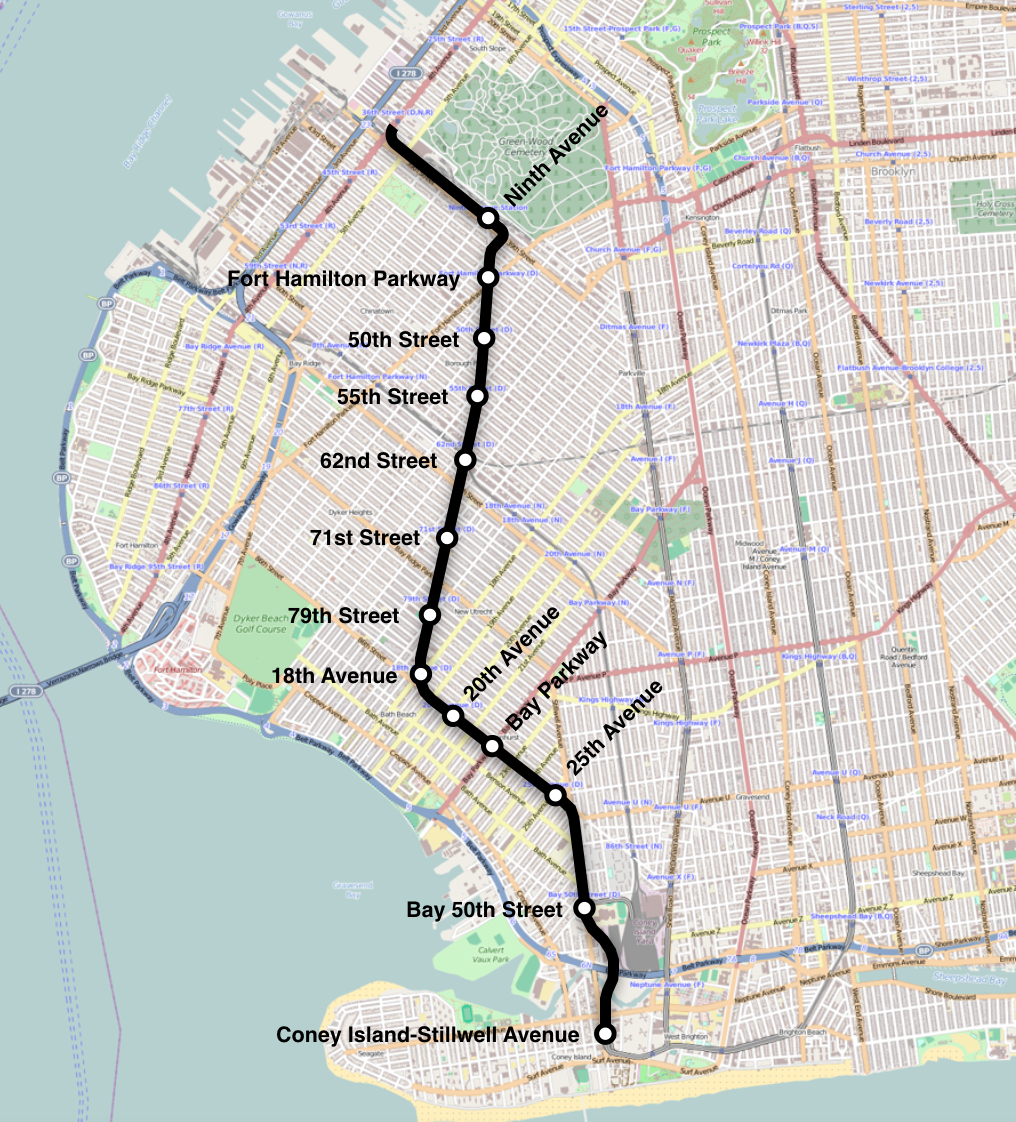
نقشه خط

## نگارخانه

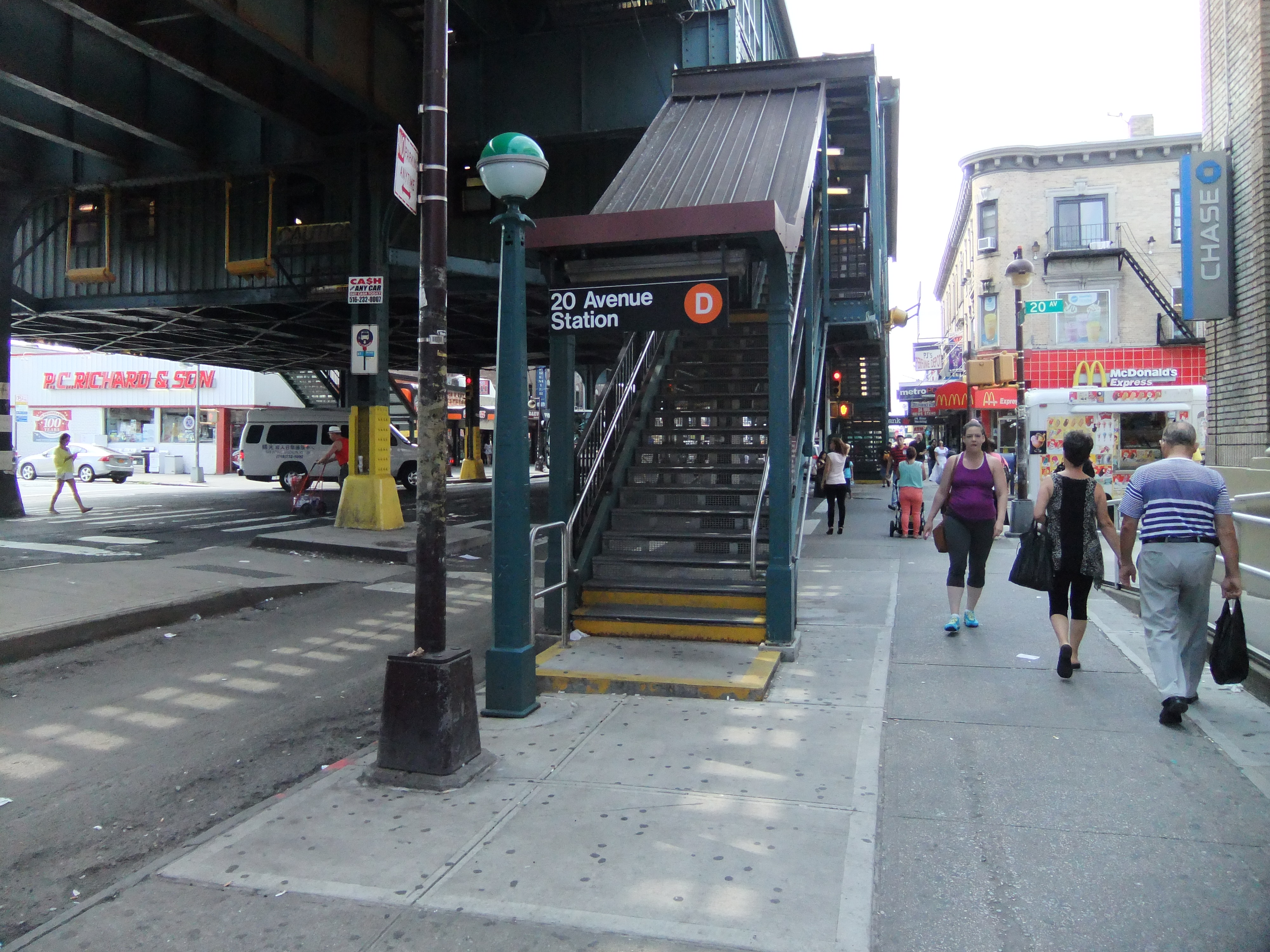
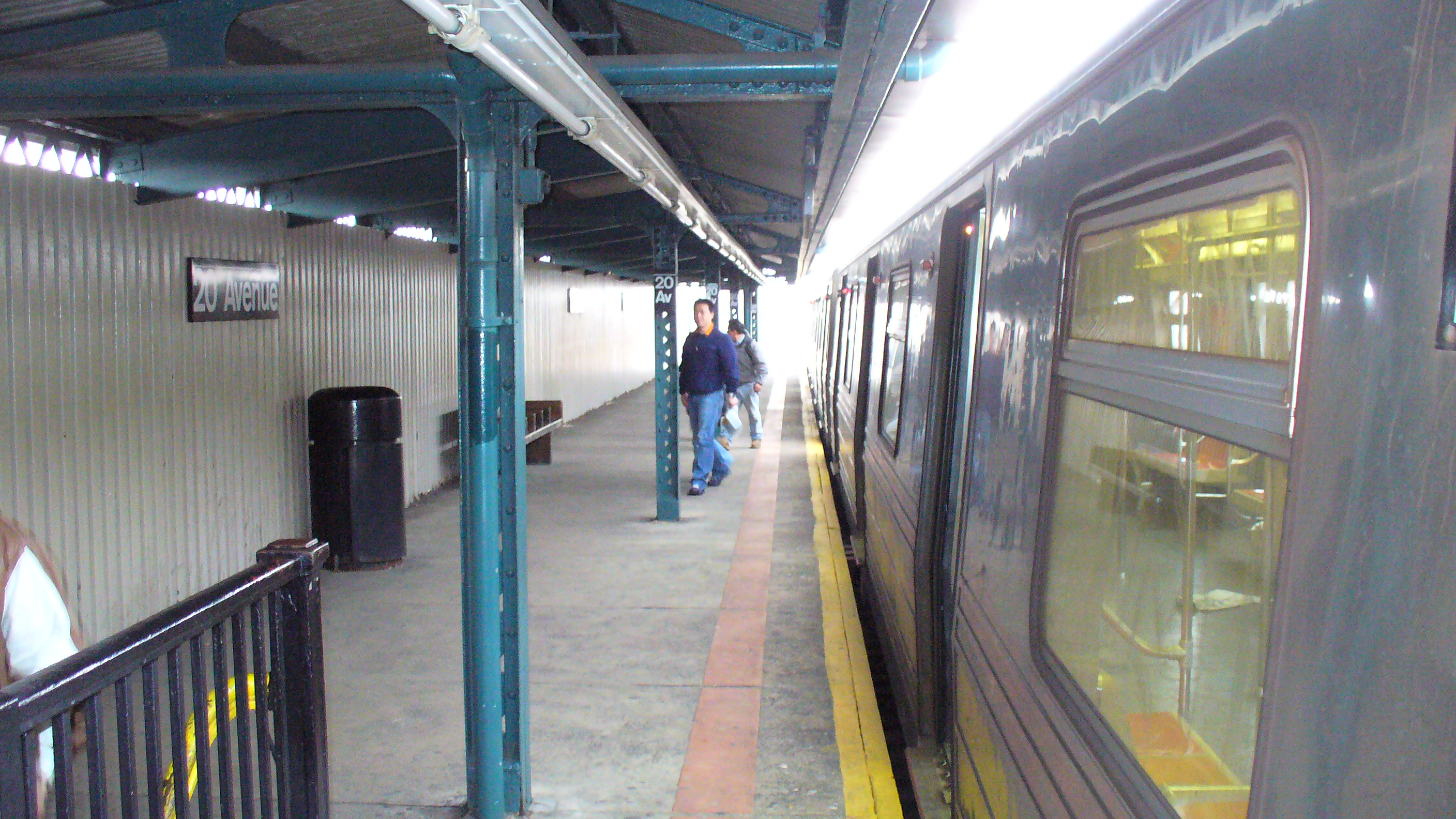
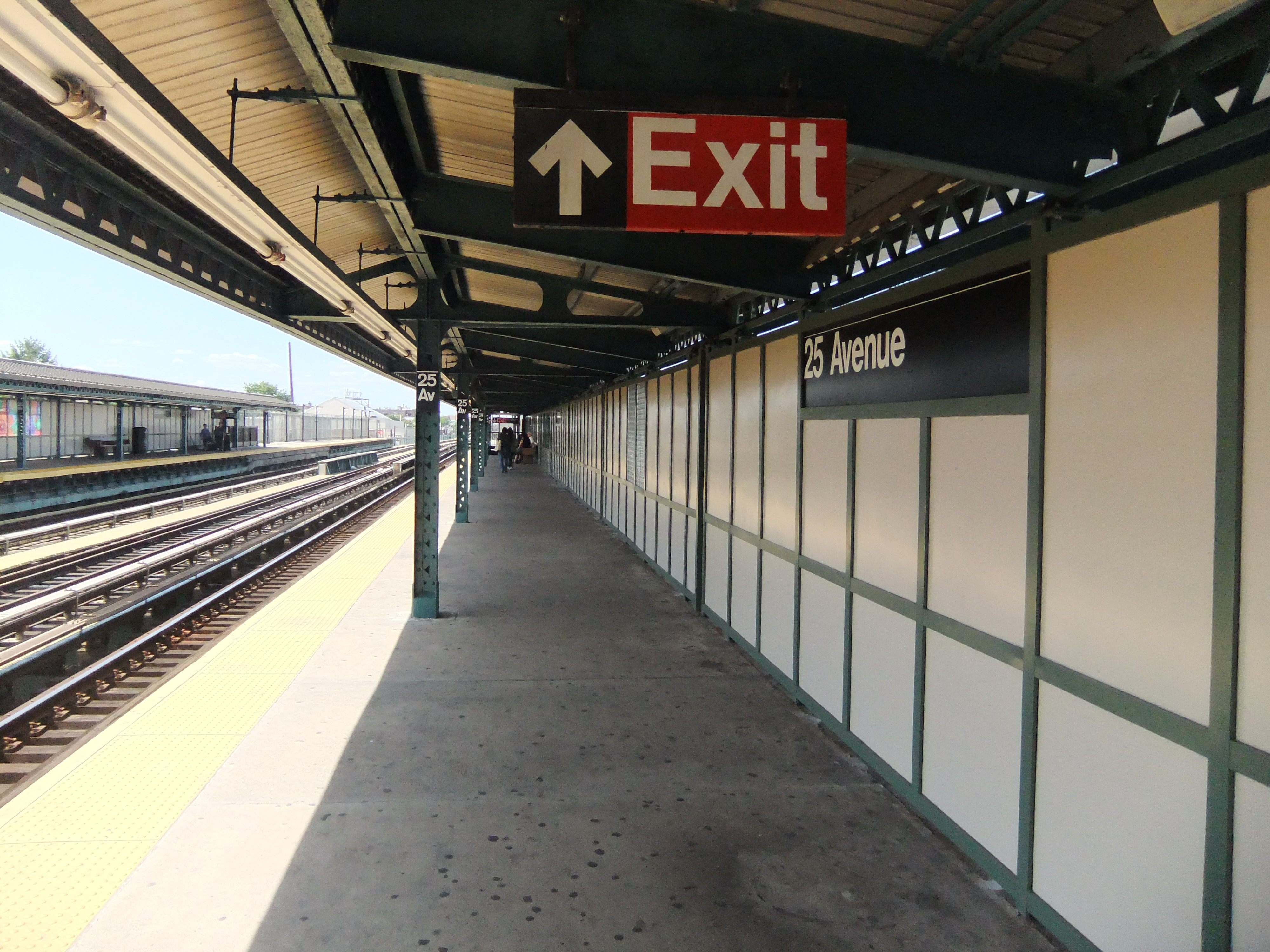
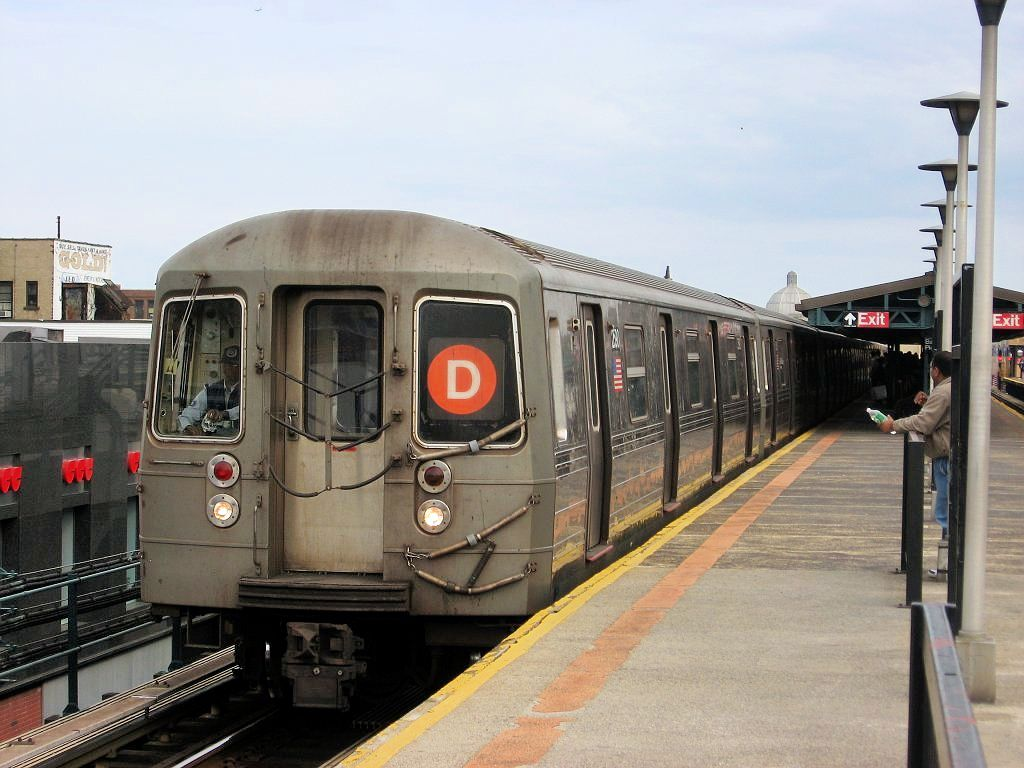